# Bhatni Bazar
Bhatni Bazar is een nagar panchayat (plaats) in het district Deoria van de Indiase staat Uttar Pradesh. 

## Demografie
Volgens de Indiase volkstelling van 2001 wonen er 14.381 mensen in Bhatni Bazar, waarvan 52% mannelijk en 48% vrouwelijk is. De plaats heeft een alfabetiseringsgraad van 64%. 